# Đới Khả Lai
Đới Khả Lai (chữ Hán: 戴可來; 7 tháng 6 năm 1935 – 23 tháng 2 năm 2015), là một sử gia người Trung Quốc, quê ở Trấn Bình, Nam Dương, tỉnh Hà Nam, Trung Quốc.

## Cuộc đời
Ông tốt nghiệp Đại học Bắc Kinh năm 1959, sau đó công tác trong học viện dân tộc trung ương Trung Quốc. Ông có nhiều nghiên cứu về các dân tộc thiểu số ở Trung Quốc. Năm 1976, ông dạy ở Đại học Trịnh Châu, chuyên về lịch sử Việt Nam và quan hệ Việt Nam – Trung Quốc. Ông còn chủ biên hội thông tấn nghiên cứu Trung Quốc – Đông Nam Á.

## Tác phẩm
- Tát Lạp tộc giản sử 《撒拉族简史》 – nói về dân tộc Salar ở Trung Quốc.
- Bình luận sách trắng về vấn đề Việt Nam - quần đảo Tây, Nam Sa 《评越南有关西、南沙群岛归属问题的两个白皮书》
- Nghiên cứu địa lý quần đảo Nam Sa 《南沙群岛史地研究》
- Hoàng Sa, Trường Sa trong thư tịch cổ Việt Nam không phải quần đảo Tây, Nam Sa của Trung Quốc 《越南古籍中"黄沙"、"长沙"不是我国的西、南沙群岛》
- Quan hệ Trung – Việt đầu thời kì nhà Tống 《宋代早期中越关系》

## Sách dịch
- Việt Nam thông sử 《越南通史》 - dịch từ sách Việt Nam sử lược 《越南史略》 của tác giả Trần Trọng Kim.